# Sewaren, New Jersey
Sewaren, New Jersey (енгл. Sewaren) насељено је место без административног статуса у америчкој савезној држави Њу Џерзи.

## Демографија
По попису из 2010. године број становника је 2.756, што је 24 (-0,9%) становника мање него 2000. године.
| Група             | 2000.         | 2010.         |
| Белци             | 2.204 (79,3%) | 1.829 (66,4%) |
| Афроамериканци    | 159 (5,7%)    | 220 (8,0%)    |
| Азијати           | 131 (4,7%)    | 171 (6,2%)    |
| Хиспаноамериканци | 266 (9,6%)    | 515 (18,7%)   |
| Укупно            | 2.780         | 2.756         |